# Olympische Sommerspiele 1976/Teilnehmer (Niederlande)
| Gelbes Symbol für Goldmedaillen mit stilisierten Olympischen Ringen | Graues Symbol für Silbermedaillen mit stilisierten Olympischen Ringen | Braundes Symbol für Bronzemedaillen mit stilisierten Olympischen Ringen |
| ------------------------------------------------------------------- | --------------------------------------------------------------------- | ----------------------------------------------------------------------- |
| —                                                                   | 2                                                                     | 3                                                                       |

Die Niederlande nahmen an den Olympischen Sommerspielen 1976 in Montréal mit einer Delegation von 108 Athleten (72 Männer und 36 Frauen) an 58 Wettkämpfen in elf Sportarten teil. Eine Goldmedaille konnte nicht gewonnen werden, dafür sicherten sich der Radfahrer Herman Ponsteen und der Sportschütze Eric Swinkels Silber. Die Schwimmerin Enith Brigitha gewann zweimal Bronze, auch die Wasserballmannschaft wurde Dritte. Fahnenträger bei der Eröffnungsfeier war André Bolhuis, der mit der Hockeymannschaft den vierten Platz belegte.

## Teilnehmer nach Sportarten

### Hockey
Männer
- 4. Platz
- Jan Albers
- André Bolhuis
- Theo Doyer
- Imbert Jebbink
- Hans Jorritsma
- Wouter Kan
- Coen Kranenberg
- Hans Kruize
- Wouter Leefers
- Paul Litjens
- Maarten Sikking
- Ron Steens
- Tim Steens
- Bart Taminiau
- Rob Toft
- Geert van Eijk

### Kanu
Männer
- Arend Bloem
- Lo Jacobs

### Leichtathletik
| Männer - Jos Hermens - Evert Hoving - Eltjo Schutter | Frauen - Ria Ahlers - Ciska Jansen |

### Radsport
Männer
- Arie Hassink
- Gerrit Möhlmann
- Peter Nieuwenhuis
- Sjaak Pieters
- Frits Pirard
- Herman Ponsteen
Silber  Einerverfolgung 4000 m
- Frits Schür
- Gerrie Slot
- Ad Tak
- Adri van Houwelingen
- Fons van Katwijk
- Leo van Vliet

### Reiten
- Anton Ebben
- Rob Eras
- Marjolijn Greeve
- Johan Heins
- Henk Nooren
- Jo Rutten
- Louky van Olphen-van Amstel

### Rudern
| Männer - Martin Baltus - Willem Boeschoten - Adrie Klem - Evert Kroes - Jos Ruijs - Jan van der Horst - Gert Jan van Woudenberg | Frauen - Karin Abma - Hette Borrias - Barbara de Jong - Joke Dierdorp - Ans Gravesteijn - Helie Klaasse - Evelien Koogje - Maria Kusters-ten Beitel - Ingrid Munneke-Dusseldorp - Liesbeth Pascal-de Graaff - Monique Pronk - Annette Schortinghuis-Poelenije - Loes Schutte - Marleen van Rij - Myriam van Rooyen-Steenman - Andrea Vissers - Liesbeth Vosmaer-de Bruin |

### Schießen
- Willy Hillen
- Eric Swinkels
Silber  Skeet

### Schwimmen
| Männer - Henk Elzerman - Andre in het Veld - Karim Ressang - René van der Kuil - Cees Vervoorn - Ronald Woutering | Frauen - Enith Brigitha Bronze 100 m Freistil Bronze 200 m Freistil - José Damen - Diane Edelijn - Linda Faber - Berber Kamstra - Annelies Maas - Wijda Mazereeuw - Ineke Ran - Maritzka van der Linden |

### Segeln
- Geert Bakker
- Harald de Vlaming
- Ab Ekels
- Pieter Keyzer
- Ben Staartjes
- Joop van Werkhoven
- Robert van Werkhoven
- Erik Vollebregt
- Sjoerd Vollebregt

### Turnen
Frauen
- Monique Bolleboom
- Carla Braan
- Ans Dekker
- Joke Kos
- Ans Smulders
- Jeanette van Ravestijn

### Wasserball
Männer
- Bronze
- Ton Buunk
- Piet de Zwarte
- Andy Hoepelman
- Evert Kroon
- Nico Landeweerd
- Hans Smits
- Gijze Stroboer
- Rik Toonen
- Hans van Zeeland
- Jan Evert Veer